# Ingstrup Sø
 Ingstrup Sø er en tidligere lavvandet sø  i Vendsyssel, nord  for Store Vildmose og otte kilometer sydøst  for badebyen Løkken. Søen var på op   til 265 hektar, og lå mellem landsbyerne Ingstrup, Vrensted og Thise. Man forsøgte at afvande den   i midten af 1800-tallet, men det mislykkedes, men med  et projekt i 1950-53,  der fik
millionstøtte fra Statens Landvindingsudvalg lykkedes det med dræning og bortpumpning af vand  at skabe landbrugsjord ud af den tidligere fiske- og fuglerige sø, der har afløb både via Ryå til Limfjorden, og Nybæk til Jammerbugten. Området er udlagt som potentielt naturområde i kommunernes naturplaner, og der er planer om at genskabe søen, der så vil komme til at ligge med Ca. 50 procent  i Jammerbugt Kommune, ca 30 procent i Hjørring Kommune og ca 20 procent i Brønderslev Kommune. 

## Eksterne kilder og henvisninger
- Kjeld Hansen: dettabteland.dk
- Genopretningsforslag

|  | Denne artikel om lokaliteten Ingstrup Sø kan blive bedre, hvis der indsættes et (bedre) billede. Du kan hjælpe ved at afsøge Wikimedia Commons for et passende billede eller lægge et op på Wikimedia Commons med en af de tilladte licenser og indsætte det i artiklen. |

57°18′43″N 9°45′54″Ø / 57.31194°N 9.76500°Ø